# Kuhle Wampe
Kuhle Wampe (den fulde titel er Kuhle Wampe oder Wem gehört die Welt) er en tysk film udgivet i 1932 om arbejdsløshed og venstrefløjspolitik i Weimarrepublikken. Titlen henviser til en teltlejr på landet i nærheden af Berlin.